# Infosys

Infosys logo.

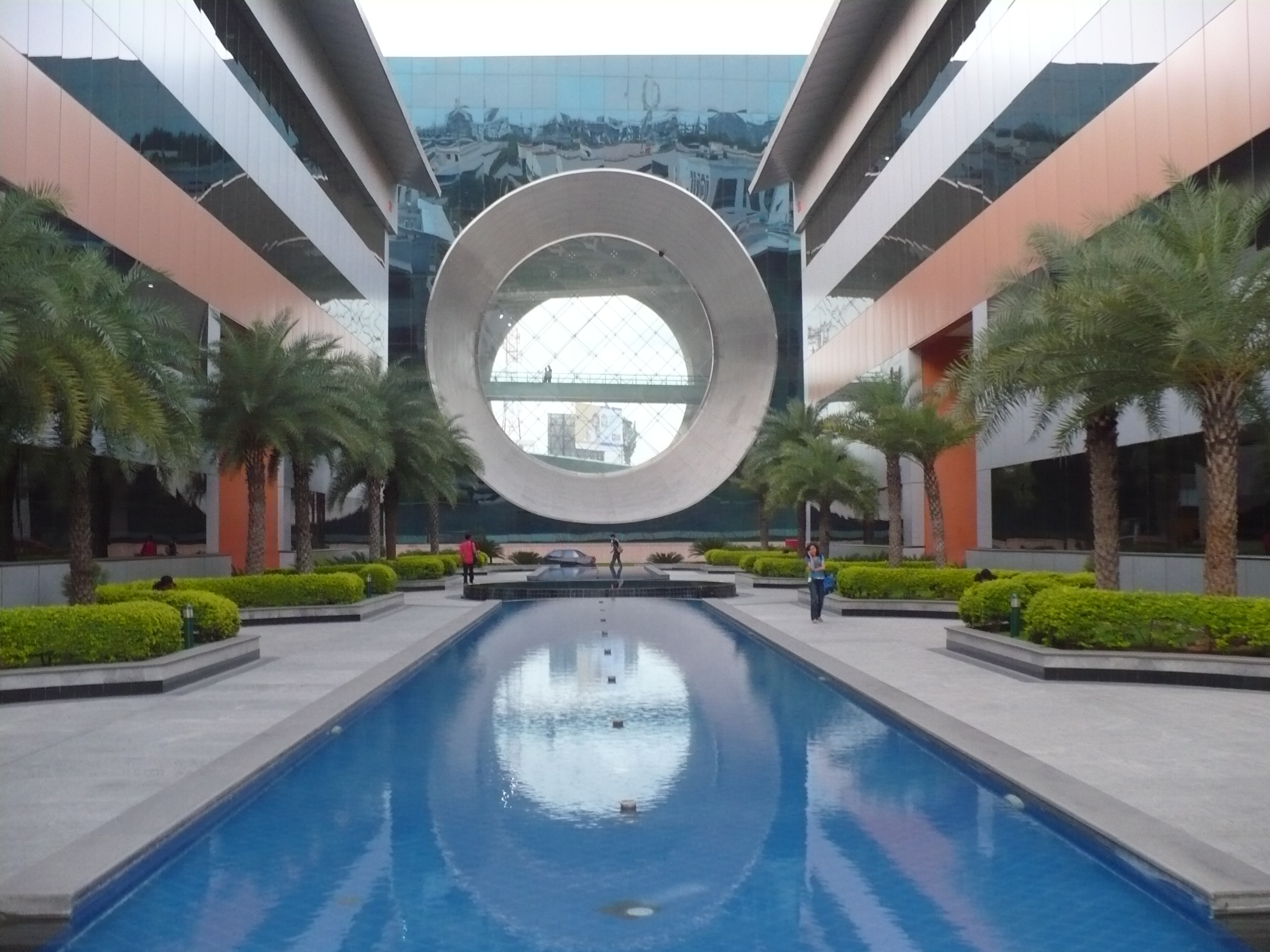
Sede de Infosys en Bangalore

Infosys Technologies Limited  es una empresa multinacional de servicios de tecnologías de la información con base en Bangalore, India. Infosys es una de las compañías de TI más grandes de la India con 127.779 empleados incluyendo subsidiarias (a diciembre de 2010), distribuido en 65 oficinas y 59 centros de desarrollo en India, China, Australia, República Checa, Costa Rica, Polonia, Inglaterra, Canadá, y Japón. Hoy en día (Dic-10), son líderes en TI y consultoría con ingresos de 5.700 millones US$.
En Hispanoamérica tiene presencia con un centro de desarrollo en México, Costa Rica, Argentina, Puerto Rico y Brasil; así como oficinas en Chile y Perú.
En India está considerada una empresa inclusiva para las mujeres. Entrega anualmente el Premio Infosys.